# Франсіско Гонсалес Боканегра
Франсіско Гонсалес Боканегра (ісп. Francisco González Bocanegra; 8 січня 1824, Сан-Луїс-Потосі — 11 квітня 1861, Мехіко) — мексиканський поет, прозаїк, драматург, театральний критик, автор слів державного гімну Мексики (1853).

## Життєпис

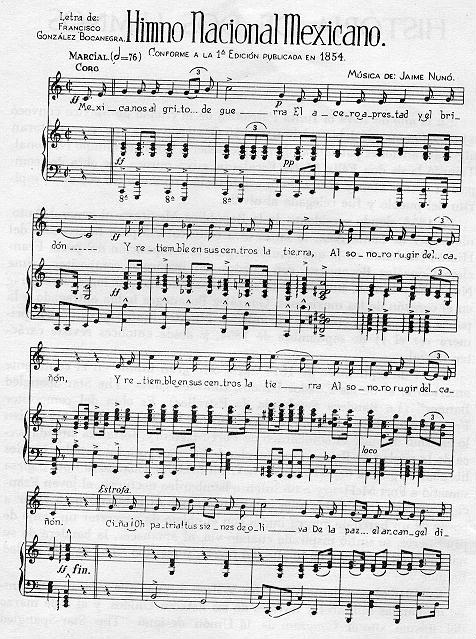

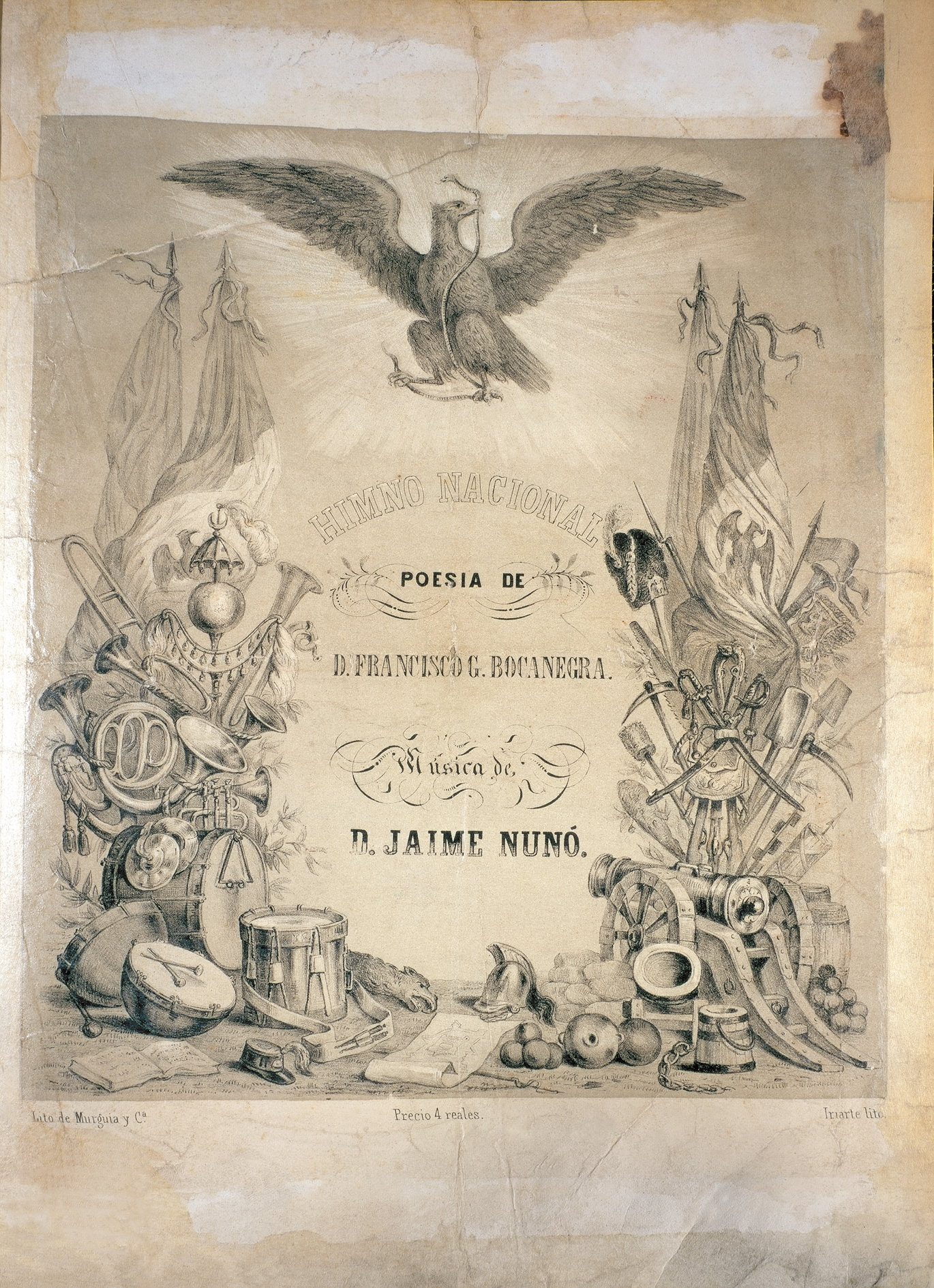

Син іспанського військовослужбовця. Його мати була сестрою міністра внутрішніх справ і зовнішніх зв'язків Хосе Марії Боканегри при президентові Мексики Вісенте Герреро, який 1829 року на короткий час сам був обраний президентом Мексики.
Батько Франсіско через шлюб із мексиканкою був звільнений з армії і після прийняття закону, що виганяє з країни всіх громадян Іспанії, 1829 році з сім'єю переїхав до Іспанії.
Батьки майбутнього поета оселилися і жили в порту Кадіс, поки родина не повернулася в місто Сан-Луїс-Потосі 1839 року.

## Творчість
Франсіско Гонсалес Боканегра — поет-лірик. Автор низки прозових і драматургічних творів. Театральний критик. Член літературного об'єднання Мексики — Liceo Hidalgo.

## Історія написання тексту гімну Мексики

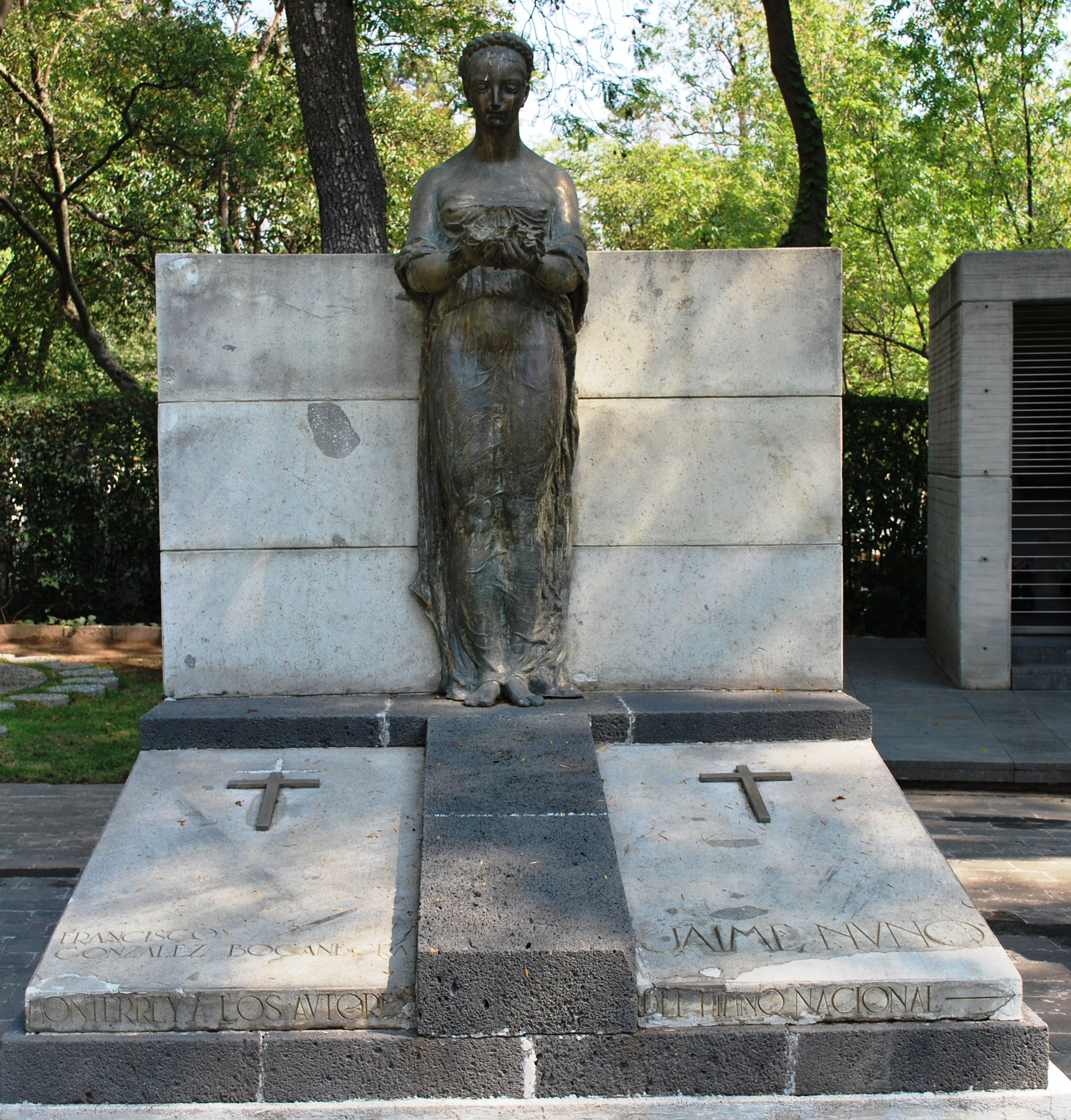
Могили авторів гімну Мексики поета Франсіско Гонсалеса Боканегри і композитора Хайме Нуно в Мехіко

1853 року президент Мексики Антоніо Лопес де Санта-Анна оголосив конкурс на вірші і музику державного гімну (окремо). Переможцем конкурсу на кращий текст став 29-річний поет Франсіско Гонсалес Боканегра; за переказами, він навідріз відмовлявся брати участь у конкурсі, вважаючи за краще писати любовну лірику, і тоді його наречена замкнула поета в спальні батьківського дому, і не випускала доти, поки гімн не було написано. В кімнаті, де він був тимчасово поміщений, були патріотичні фотографії і малюнки, що зображують різні події з мексиканської історії, які допомогли його натхненню. Після чотиригодинного вимушеного ув'язнення, Франсіско написав вірш з 10 куплетів, і просунув папір під двері. Після того як Франсіско отримав схвалення своєї нареченої і її батька, він подав вірші на конкурс і виграв його одноголосно. .
1943 року президент країни Мануель Авіла Камачо вніс низку поправок до тексту гімну і розпорядився виконувати тільки 4 куплети з початкових десяти.

## Вибрані твори
- Francisco González Bocanegra su vida y su obra (автобіографія)
- Vida del corazón
- Vasco Núñez de Balboa
- Faltas y expiación
- Censura de teatros, México 1859

Помер від туберкульозу під час роботи над п'єсою про конкістадора Васко Нуньєса де Бальбоа.
Похований в Ротонді видатних діячів на території Цивільного пантеону жалоби у Мехіко поруч з композитором, автором музики державного гімну Мексики Хайме Нуно.

## Пам'ять
- Ім'я Франсіско Гонсалеса Боканегри носить місто в штаті Пуебла, Мексика.